# Сайдкар

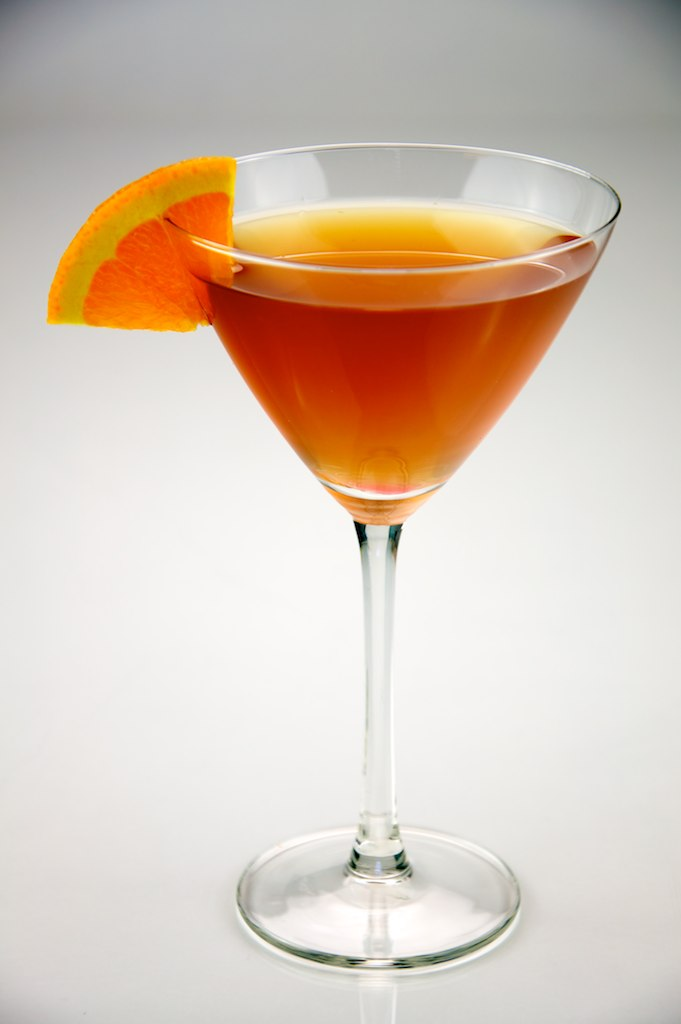
Коктейль «Сайдкар»

Сайдкар (англ. Sidecar — коляска для мотоцикла) — класичний алкогольний коктейль, що традиційно готується з коньяку, апельсинового лікеру (Куантро, Grand Marnier або інших тріпл секов) та лимонного соку. По компонентах, напій найбільш близький до більш старого коктейлю Brandy Daisy, який відрізняється по сервіровці і за пропорціями, в яких змішуються інгредієнти. Класифікується як коктейль на весь день (англ. All day cocktail). Належить до офіційних напоїв Міжнародної асоціації барменів (IBA), категорія «Незабутні» (англ. The Unforgettables).

## Спосіб приготування
Склад коктейлю «Сайдкар»:
- коньяк — 50 мл (5 cl);
- лікер Куантро — 20 мл (2 cl);
- сік лимона або лайма — 20 мл (2 cl).

Метод приготування: Шейк&Стрейн. Інгредієнти збивають у шейкері та фільтрують в коктейльний келих.